# Drosophila nesoetes
Drosophila nesoetes är en tvåvingeart som beskrevs av Bock och Wheeler 1972. Drosophila nesoetes ingår i släktet Drosophila och familjen daggflugor.
Artens utbredningsområde är Mikronesien.